# ایمره راپ
ایمره راپ (مجاری: Imre Rapp; ۱۵ سپتامبر ۱۹۳۷ – ۳ ژوئن ۲۰۱۵) بازیکن فوتبال اهل مجارستان بود.
وی به‌همراه تیم ملی فوتبال مجارستان در بازی‌های المپیک تابستانی ۱۹۷۲ شرکت کرده‌است.